# Vlag van Brouwershaven

Vlag van Brouwershaven
(1988-1997)

De vlag van Brouwershaven werd op 30 mei 1988 bij raadsbesluit vastgesteld als de gemeentelijke vlag van de Zeeuwse gemeente Brouwershaven. De beschrijving luidt: 
Blauw met een rood broektopkwartier en over alles heen reikend een grote gele ruit.
De ruit op de vlag is ontleend aan het gemeentewapen; de kleuren rood en geel eveneens. De kleur blauw is ontleend aan de gemeentewapens van de gemeenten die in 1961 in Brouwershaven zijn opgegaan: Dreischor, Noordgouwe en Zonnemaire. Deze wapens hadden blauw als voornaamste kleur.
In 1997 ging de gemeente op in Schouwen-Duiveland, waardoor de vlag als gemeentevlag kwam te vervallen.

## Verwante afbeeldingen

Het wapen van Brouwershaven
Het wapen van Dreischor
Het wapen van Noordgouwe
Het wapen van Zonnemaire

Aardenburg 
· Arnemuiden 
· Axel 
· Baarland 
· Biervliet 
· Biggekerke 
· Borssele 
· Breskens 
· Brouwershaven 
· Bruinisse 
· Burgh 
· Domburg 
· Dreischor 
· Driewegen 
· Duiveland 
· Ellewoutsdijk 
· 's-Gravenpolder 
· Groede 
· Haamstede 
· 's-Heer Abtskerke 
· 's-Heer Arendskerke 
· Hoedekenskerke 
· Hontenisse 
· IJzendijke 
· Kloetinge 
· Kortgene 
· Koudekerke 
· Krabbendijke 
· Kruiningen 
· Mariekerke 
· Meliskerke 
· Middenschouwen 
· Nieuw- en Sint Joosland 
· Nisse 
· Noordgouwe 
· Oostburg 
· Oostkapelle 
· Oud-Vossemeer 
· Oudelande 
· Ovezande 
· Poortvliet 
· Retranchement 
· Rilland-Bath 
· Ritthem 
· Sas van Gent 
· Scherpenisse 
· Schoondijke 
· Sint-Annaland 
· Sint Jansteen 
· Sint-Maartensdijk 
· Sint Philipsland 
· Sluis 
· Sluis-Aardenburg 
· Stavenisse 
· Valkenisse 
· Vogelwaarde 
· Waarde 
· Waterlandkerkje 
· Wemeldinge 
· Westdorpe 
· Westerschouwen 
· Westkapelle 
· Wissenkerke 
· Wolphaartsdijk 
· Zaamslag 
· Zierikzee 
· Zuiddorpe 
· Zuidzande